# Alan Arkin
Alan Wolf Arkin (Nueva York, 26 de marzo de 1934-Carlsbad, California, 29 de junio de 2023) fue un actor, músico y director de cine y teatro estadounidense que tuvo una prestigiosa carrera profesional tanto en el cine como en la televisión, la literatura y la música.

## Biografía
Nacido en Brooklyn, Nueva York, en el seno de una familia de inmigrantes judíos ucranianos, Arkin lanzó su carrera con la obra de teatro The Second City. Aquello le valió su primer papel en Broadway como protagonista en la obra de Carl Reiner Enter Laughing, que le hizo ganar el Premio Tony, uno de los más prestigiosos del teatro estadounidense.
En 1998 dirigió, protagonizó y fue coguionista con Elaine May de la producción Power Plays en el Teatro Promenade.
Su debut en el cine se produjo con la película ¡Que vienen los rusos!, en 1966, con la que consiguió sendas nominaciones para el Óscar al mejor actor y el Globo de Oro. Seguidamente realizó El corazón es un cazador solitario de 1968 con lo que también obtuvo otra nominación al Óscar al mejor actor. En 2006 ganó el Óscar, como actor de reparto, por su papel en Pequeña Miss Sunshine (2006), nominada también a la mejor película.
Arkin ha escrito y dirigido dos cortometrajes: T.G.I.F. (1967) y People Soup (1969). El primero, abrió el Festival de Cine de Nueva York, y el último recibió una nominación al Óscar al mejor cortometraje.
Ha protagonizado la muy reconocida serie de la A&E, Los juzgados de Centre Street (100 Centre Street, 2001-2002), escrita y dirigida por Sidney Lumet. Entre otras intervenciones televisivas del actor están sus interpretaciones nominadas a los Emmy en Traición en el Pentágono (Pentagon Papers, 2003), para el canal FX, y Escape from Sobibor (1987). Fue actor invitado dando vida al padre del que en vida real es su hijo, Adam Arkin, en Chicago Hope (1997), que también le proporcionó otra nominación a los Emmy, y asimismo apareció en Varian’s War (2001), de Showtime, y en la producción de HBO, And Starring Pancho Villa as Himself (2003), con Antonio Banderas.
También ha dirigido la adaptación para televisión de la pieza de Broadway, Twings (1975), con Carol Burnett.
Arkin también ha escrito seis libros, todos publicados por la publicación HarperCollins, el último de los cuales, bajo el título Cassie Loves Beethoven, publicado por Hyperion. Una de sus primeras novelas, The Lemming Condition, se ha estado vendiendo ininterrumpidamente desde hace veinte años, siendo además objeto de reconocimiento por parte del Book Sellers de América por haber ingresado en la Biblioteca de la Casa Blanca.
Es padre de los actores Adam Arkin, Anthony Arkin y Matthew Arkin.

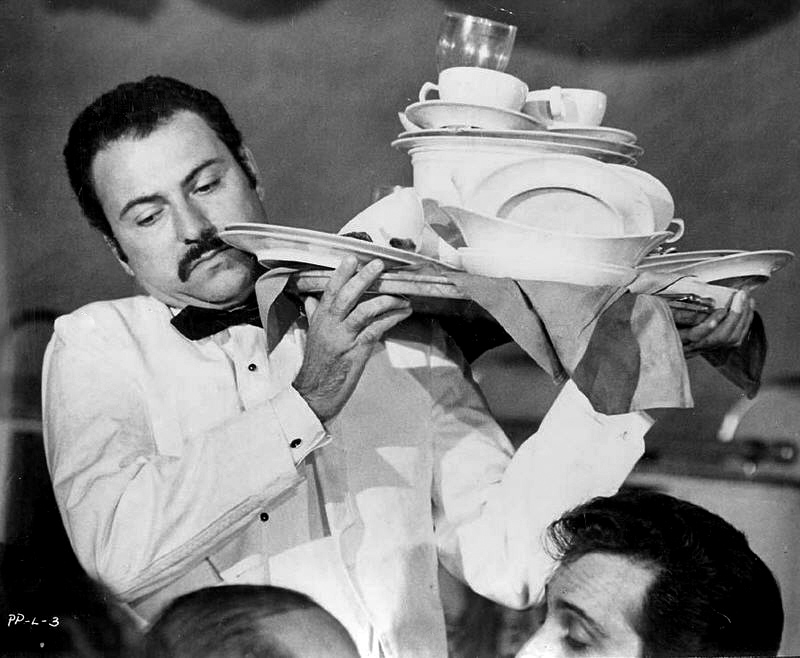
Alan Arkin en la película Popi (1969)

## Filmografía parcial
- ¡Que vienen los rusos! (1966)
- Siete veces mujer (1967)
- Wait Until Dark (1967)
- Inspector Clouseau, el rey del peligro (1968)
- El corazón es un cazador solitario (1968)
- Popi (1969)
- Trampa 22 (1970)
- Last of the Red Hot Lovers (1972)
- Freebie and the Bean (1974)
- The Seven-Per-Cent Solution (Elemental, Dr. Freud, 1976)
- The In-Laws (1979)
- Full Moon High (1981)
- El golfo de San Francisco (1981)
- Bad Medicine (1985)
- El cuarto Rey Mago (1985)
- Escape de Sobibor (1987)
- Coupe de Ville (1990)
- Eduardo Manostijeras (1990)
- Habana (1990)
- The Rocketeer (1991)
- Glengarry Glen Ross (1992)
- So I Married an Axe Murderer (1993)
- Indian Summer (1993)
- The Jerky Boys (1994)
- Un muchacho llamado Norte (1994)
- Steal Big, Steal Little (1995)
- Cuatro días de septiembre (1996)
- Buenas noches, madre (1996)
- Un asesino algo especial (1997)
- Gattaca (1997)
- Slums of Beverly Hills (1998)
- Jakob the Liar (1999)
- Blood Money (1999)
- Mi sueño dorado (2001)
- Thirteen Conversations About One Thing (2001)
- Vidas contadas (2002)
- Noel (2004)
- Firewall (2006)
- Pequeña Miss Sunshine (2006)
- Santa Cláusula 3 (2006)
- Rendition (2007)
- Superagente 86 (2008)
- Sunshine Cleaning (2008)
- Marley & Me (2008)
- The Private Lives of Pippa Lee (2009)
- City Island (2009)
- The Change Up (2011)
- Argo (2012)
- Stand Up Guys (2013)
- The Incredible Burt Wonderstone (2013)
- Grudge Match (2013)
- Love the Coopers (2015)
- Going in Style (2017)
- El método Kominsky (2018)
- Dumbo (2019)
- Spenser Confidential (2020)
- Minions: The Rise of Gru (2022)

## Premios y distinciones
Premios Óscar
| Año  | Categoría              | Película                           | Resultado |
| ---- | ---------------------- | ---------------------------------- | --------- |
| 1967 | Mejor actor            | ¡Que vienen los rusos!             | Nominado  |
| 1969 | Mejor actor            | El corazón es un cazador solitario | Nominado  |
| 2007 | Mejor actor de reparto | Little Miss Sunshine               | Ganador   |
| 2013 | Mejor actor de reparto | Argo                               | Nominado  |

Premios Globo de Oro
| Año  | Categoría                           | Película                           | Resultado |
| ---- | ----------------------------------- | ---------------------------------- | --------- |
| 1967 | Mejor actor - Comedia o musical     | ¡Que vienen los rusos!             | Ganador   |
| 1967 | Nueva estrella del año - Actor      | ¡Que vienen los rusos!             | Nominado  |
| 1969 | Mejor actor - Drama                 | El corazón es un cazador solitario | Nominado  |
| 1970 | Mejor actor - Drama                 | Popi                               | Nominado  |
| 1988 | Mejor actor - Miniserie o telefilme | Escape de Sobibor                  | Nominado  |
| 2013 | Mejor actor de reparto              | Argo                               | Nominado  |

Premios BAFTA
| Año  | Categoría              | Película               | Resultado |
| ---- | ---------------------- | ---------------------- | --------- |
| 1966 | Mejor actor revelación | ¡Que vienen los rusos! | Nominado  |
| 2006 | Mejor actor de reparto | Little Miss Sunshine   | Ganador   |
| 2012 | Mejor actor de reparto | Argo                   | Nominado  |

Premios Primetime Emmy
| Año  | Categoría                                      | Película                                       | Resultado |
| ---- | ---------------------------------------------- | ---------------------------------------------- | --------- |
| 1966 | Mejor actor - Serie dramática                  | ABC Stage 67 The Love Song of Barney Kempinksi | Nominado  |
| 1987 | Mejor actor - Miniserie o telefilme            | Escape de Sobibor                              | Nominado  |
| 1996 | Mejor actor invitado - Serie dramática         | Chicago Hope                                   | Nominado  |
| 2002 | Mejor actor de reparto - Miniserie o telefilme | The Pentagon Papers                            | Nominado  |
| 2018 | Mejor actor de reparto - Miniserie o telefilme | El método Kominsky                             | Nominado  |

Premios del Sindicato de Actores
| Año  | Categoría              | Película             | Resultado |
| ---- | ---------------------- | -------------------- | --------- |
| 2006 | Mejor reparto          | Little Miss Sunshine | Ganador   |
| 2006 | Mejor actor de reparto | Little Miss Sunshine | Nominado  |
| 2012 | Mejor reparto          | Argo                 | Ganador   |
| 2012 | Mejor actor de reparto | Argo                 | Nominado  |

Premios Satellite
| Año  | Categoría                                  | Película             | Resultado |
| ---- | ------------------------------------------ | -------------------- | --------- |
| 2006 | Mejor actor de reparto - Musical o Comedia | Little Miss Sunshine | Nominado  |

Premios Tony
| Año  | Categoría                                   | Obra              | Resultado |
| ---- | ------------------------------------------- | ----------------- | --------- |
| 1963 | Mejor actor destacado en una obra de teatro | Enter Laughing    | Ganador   |
| 1973 | Mejor dirección de una obra de teatro       | The Sunshine Boys | Nominado  |